# Ƚ
Ƚ, ƚ (L с перекладиной) — буква расширенной латиницы. Используется в диалекте саанич языка северный стрейтс и языке квакиутль. В языке саанич обозначала звук [ɬ].